# Гальвез, Фелисити
Фелисити Мадлен Гальвез (англ. Felicity Madeline Galvez; род. 4 марта 1985, Мельбурн) — австралийская пловчиха, специализирующаяся в плавании баттерфляем и комплексным плаванием. Двукратная олимпийская чемпионка и двукратная чемпионка мира. Она была стипендиатом Австралийского института спорта и получила образование в колледже Раннимид в Мадриде.

## Карьера
До 11 лет жила в Испании.
В 2004 выступала на Олимпийских играх в Афинах.
В 2008 году Фелисити Гальвез побила мировые рекорды на дистанции 50 и 100 метров баттерфляем на короткой дистанции — 25,32 и 55,89, соответственно. Рекорд на 100 метров продержался меньше месяца: 26 апреля 2008 года её соотечественница Лизбет Трикетт улучшила этот результат. Рекорд на 50 метров был побит Терезой Альсхаммар в Стокгольме на этапе Кубка мира 2008 года, однако вскоре и его улучшила другая австралийка Мариеке Герер.
Гальвез снова побила мировой рекорд на дистанции 100 м баттерфляем на короткой воде на этапе Кубка мира 2009 года в Стокгольме с результатом 55,46 с. Этот результат оказался на 0,22 секунды быстрее, чем предыдущее достижение 55,68, установленное австралийской пловчихой и напарницей Гальвез по сборной Джессикой Шиппер 12 августа 2009 года.
Фелисити Гальвез стала двукратной олимпийской чемпионкой в составе эстафет в 2008 году: в комбинированной эстафете 4 по 100 метров, а также в эстафете 4 по 200 метров вольным стилем. В обоих дисциплинах австралийка выступала в отборочном раунде, а на финальный заплыв была заменена другими спортсменами.

## Вне спорта
Гальвез завершила карьеру в 2010 году. Она стала матерью двоих детей. Основала организацию, где помогает будущим матерям и популяризует беременность без алкоголя.
Награждена Орденом Австралии.